# Masataka Sakamoto
Masataka Sakamoto (坂本 將貴 Sakamoto Masataka?), född 24 februari 1978 i Saitama prefektur, är en japansk före detta fotbollsspelare.
Sakamoto började sin karriär 2000 i JEF United Ichihara (JEF United Chiba). Med JEF United Chiba vann han japanska ligacupen 2005 och 2006. 2007 flyttade han till Albirex Niigata. Han gick tillbaka till JEF United Chiba 2008. Han avslutade karriären 2012.